# Dendrobium aristiferum
Dendrobium aristiferum är en orkidéart som beskrevs av Johannes Jacobus Smith. Dendrobium aristiferum ingår i släktet Dendrobium, och familjen orkidéer. Inga underarter finns listade i Catalogue of Life.